# Microterys scarlatoi
Microterys scarlatoi är en stekelart som beskrevs av Sugonjaev 1996. Microterys scarlatoi ingår i släktet Microterys och familjen sköldlussteklar.
Artens utbredningsområde är Vietnam. Inga underarter finns listade i Catalogue of Life.